# Vivian Zimmer
Vivian Zimmer (ur. 22 lipca 1987 w Magdeburgu) – niemiecka lekkoatletka specjalizująca się w rzucie oszczepem.
W 2004 we włoskim Grosseto zdobyła tytuł mistrzyni świata juniorów uzyskując wynik 58,50. Rok wcześniej wywalczyła brązowy medal mistrzostw świata juniorów młodszych. Rekord życiowy: 60,14 (31 lipca 2004, Heilbronn).

## Progresja wyników
| Rok           | 2003  | 2004  | 2005  | 2006  | 2007  |
| Odległość (m) | 54,56 | 60,14 | 58,74 | 57,43 | 58,68 |